# 國富毛額
全名稱「國民財富毛額」，由行政院主計處新創。

經濟指標有存量與流量之分，而國富毛額是指係衡量某一時點的各部門資產價值，屬於存量統計。
- 以國家而言，通常指一個國家的海關出口、商業營收、工業生產、國民所得衡量的是一段期間的經濟活動所產生的成果，屬流量統計。
- 以政府部門而言，通常指一個政府的稅收與政府負債，衡量的是各項政策所影響到一段期間的經濟活動所產生的成果，屬流量統計。
- 以公營事業部門而言，通常指一個公營事業在一段時間的的營收、負債、工業生產，衡量的是一段期間的經濟活動所產生的成果，屬流量統計。
- 以私人企業部門而言，通常指一個私部門企業在一段時間的營收、負債、工業生產，衡量的是一段期間的經濟活動所產生的成果，屬流量統計。
- 以個人部門而言，工作一年所領取的薪資所得是流量統計，而至年底存款、房地產、家庭設備、股票等資產價值是存量統計，財富存量比所得流量更易受景氣的波動而震盪。